# Деніль Кастільйо
Деніль Даніель Кастільйо Пресьядо (ісп. Denil Deniel Castillo Preciado; нар. 24 березня 2004, кантон Елой-Альфаро, Еквадор) — еквадорський футболіст, півзахисник донецького «Шахтаря».

## Клубна кар'єра
Вихованець клубів «Клан Ювеніл», «Клуб Спорт Норте Амеріка» та «ЛДУ Кіто». Саме під час виступів в останній з вище вказаних команд, у 2021 році його підвищили до першої команди, але так і не дебютував в еквадорській Серії А. У 2020 році відданий в оренду до «Атлетіко Кін» з Сегунда Дивізіону.
З середини квітня 2023 року «Шахтар» проводив переговори щодо трансферу Деніля Кастільйо. 24 квітня 2023 року перейшов до донецького клубу, з яким підписав контракт до 2028 року. При цьому став першим гравцем «ЛДУ Кіто», який на момент переходу не зіграв жодного офіційного матчу за першу команду. Приєднався до клубу у липні, напередодні старту нового сезону. У футболці «гірників» дебютував 29 липня 2023 року в переможному (2:1) виїзному поєдинку 1-го туру Прем'єр-ліги України проти харківського «Металіста 1925». Деніль вийшов на поле на 89-й хвилині замість Данила Сікана. Загалом у першій половині сезону 2023/24 Кастільйо провів за «гірників» лише шість поєдинків, у яких відіграв 41 хвилину, так і не ставши основним гравцем, через що у січні 2024 року його було віддано в оренду до сербського «Партизана». Там до кінця сезону він зіграв 15 поєдинків, забив 2 голи та віддав один асист.
26 червня 2024 року за 4 млн. євро перейшов у данський «Мідтьюлланн».

## Кар'єра в збірній
5 січня 2023 року стало відомо, що Деніля викликали для участі на молодіжному чемпіонаті Південної Америки у Колумбії. 9 травня 2023 року його викликали для участі в молодіжному чемпіонаті світу 2023.

## Стиль гри
Виступає переважно на позиції центрального півзахисника.